# Paul Melin
Den här sidan handlar om prästen Paul Melin. För regementschefen vid Älvsborgs regemente, se Paul Melin (militär).
Paul Emanuel Melin, född 9 december 1893 i Valstads församling i dåvarande Skaraborgs län, död 8 januari 1970 i Gingri församling i dåvarande Älvsborgs län, var en svensk präst, verksam inom Svenska kyrkan i Skara stift.
Paul Melin var son till kontraktsprosten Samuel Melin och Hilda, ogift Stenborg samt bror till botanikern Elias Melin och kontraktsprosten Ruben Melin. Efter studentexamen i Skara 1913 fortsatte han sina studier på akademisk nivå med teologisk-filosofisk examen vid Uppsala universitet 1914, teologie kandidat-examen 1919 och prästvigning i Skara stift 1920. Han blev komminister i Floby församling 1921, predikant i Mikaelskapellet i Uppsala 1925, i Uppsala domkyrka 1925, kyrkoherde i Dala församling 1930, i Toarps, Rångedala, Äspereds, Tärby och Varnums församlingar 1946–1962. Han var ledamot av Skara stifts sjömansråd, ordförande i Toarps kyrkofullmäktige från 1947 samt blev ledamot av Vasaorden (LVO) 1951.
År 1921 gifte han sig med Margit Widman (1895–1967), dotter till kyrkoherde Herbert Widman och Augusta, ogift Westerberg. De fick barnen Britta Andersson (1922–2003), direktören Staffan Melin (1924–2006), direktris Margareta Lindström (1930-2022), kyrkoherde Paul-Ragnar Melin (1932–2021), gift med författaren Margareta Melin och farfar till schlagerförfattaren Josef Melin, sjuksköterskan Astrid Melin (1933-2023) och polismannen Bertil Melin (född 1939).